# آنا توماس
آنا توماس (بالإنجليزية: Anna Thomas؛ بالألمانية: Anna Thomas) هي منتجة أفلام وكاتِبة وكاتبة سيناريو ألمانية وأمريكية، ولدت في 12 يوليو 1948 في شتوتغارت في ألمانيا.

## وصلات خارجية
- الموقع الرسمي
- آنا توماس على موقع IMDb (الإنجليزية)
- آنا توماس على موقع ألو سيني (الفرنسية)
- آنا توماس على موقع أول موفي (الإنجليزية)
- آنا توماس على موقع قاعدة بيانات الأفلام السويدية (السويدية)
- آنا توماس على موقع قاعدة بيانات الفيلم (الإنجليزية)
- آنا توماس على موقع كينوبويسك (الروسية)